# 삿포로 가든 파크
삿포로 가든 파크(일본어: サッポロガーデンパーク)는 홋카이도 삿포로시 히가시구에 상업 시설이나 음식점 점포 등의 건물이 모인 지역의 명칭이다.